# Yossi Benayoun
Pour les articles homonymes, voir Benayoun.
Yossi Benayoun, né le 5 mai 1980 à Dimona (Israël), est un footballeur international israélien d’origine juive marocaine qui évolue au poste de milieu de terrain entre 1997 et 2019.
Il est le recordman du nombre de sélections avec l'équipe d'Israël.

## Biographie
Yossi est né à Dimona dans une famille d'origine judéo-marocaine. Ses parents quittent le Maroc pour Israël dans les années 1970. Son père, Dudu Benayoun est un ex-footballeur qui évoluait avec l'Hapoël Dimona.

### Formation et début de carrière
Yossi Benayoun, commence sa carrière de footballeur dans un centre de formation israélien à l'âge de 15 ans. 
Remarquable technicien dès ses débuts, il intègre dès 16 ans le centre de formation de l'Ajax Amsterdam. Une aventure peu concluante, puisqu'il revient en Israël, à l'Hapoël Beer-Sheva, le club de ses débuts. Mais la relégation de ce dernier l'incite à répondre favorablement aux avances du Maccabi Haïfa, tout heureux d'engager la nouvelle sensation du football israélien. 
Sa première convocation avec l'équipe d'Israël intervient quelques mois plus tard, le 18 novembre 1998, pour affronter le Portugal. Lors d'un match de la Coupe des Coupes, il se fait remarquer en éliminant le Paris Saint-Germain en 1998-1999. Il remporte également le championnat en 2000-2001. 
En 2002, il signe en faveur du club espagnol du Racing de Santander, où il inscrit vingt buts en cent matchs sur trois saisons.

### West Ham United
En 2005, il débarque en Premier League, à West Ham United. En deux saisons, il prend part à 72 matchs et inscrit huit buts.

### Liverpool
En juillet 2007, il est transféré chez les Reds de Liverpool pour 7,3 millions d'euros.
Le 6 novembre 2007, il réalise un match d'anthologie contre le Beşiktaş JK signant un triplé et délivrant deux passes décisives à Ryan Babel puis Peter Crouch, ce qui permet à son équipe de s'imposer 8-0 pour la plus large victoire de l'histoire de la Ligue des champions « nouvelle formule ». 
La saison suivante, il débloque le compteur en toute fin de match contre le Real Madrid le 25 février 2009 au stade Santiago Bernabéu en huitièmes de finale de la Ligue des champions en reprenant à la 82e minute un coup franc de Fábio Aurélio.

### Chelsea
Après avoir été annoncé à Chelsea depuis de longues semaines, il rejoint enfin les Blues le 2 juillet 2010. Le montant du transfert s'élève, selon la presse anglaise, à huit millions d’euros. Son nouvel entraineur Carlo Ancelotti se dit "ravi d'avoir ce nouveau joueur".
Il marque son premier but face à Wigan Athletic, et les Blues remportent le match 6-0.
Le 22 septembre 2010, il se blesse et trois semaines plus tard, on découvre que sa blessure est plus grave que prévu : il devrait être absent des terrains durant six mois. Il retrouve les terrains en fin de saison, le 9 avril 2011 face à Wigan Athletic.
Le 21 juillet 2011, il est hué et victime de propos antisémites tout le long d'un match amical contre la Malaisie à Kuala Lumpur, Chelsea décide de porter plainte. À la suite de cette plainte, la fédération malaisienne de football s'excuse auprès de Chelsea et du joueur, le club londonien accepte les excuses et retire sa plainte.
Le 29 juin 2013 il est liberé de son contrat en juin 2013 après avoir remporté la Ligue Europa aux dépens du Benfica Lisbonne.

### Prêt à Arsenal
Le 31 août 2011, quelques minutes avant la clôture du marché des transferts, Benayoun est prêté pour une saison à Arsenal,.
Le 10 septembre, il prend part à son premier match sous le maillot des Gunners en remplaçant Andreï Archavine peu après l'heure de jeu lors de la rencontre comptant pour la 4e journée de Premier League face à Swansea City (victoire 1-0). 
Le 20 septembre 2011, Benayoun marque son premier but pour les Gunners lors du match comptant pour le troisième tour de League Cup face à Shrewsbury Town (victoire 3-1). Au total, il participe à 25 matchs et marque six buts avec les Gunners.

### Prêt à West Ham
Le 31 août 2012, il retourne à West Ham United dans le cadre d'un prêt jusqu'au mois de janvier, avec une option d'extension jusqu'à la fin de la saison. En janvier 2013, son prêt est résilié par les Hammers, il retourne donc à Chelsea. À la fin de la saison 2012/2013 coïncidant l'arrivée de José Mourinho à Chelsea, il quitte donc les Blues librement.

### Queens Park Rangers
Le 10 décembre 2013, il s'engage jusqu'à la fin de la saison avec les Queens Park Rangers, club londonien évoluant en Deuxième division anglaise. À l'issue des playoffs, le club retrouve l'élite anglaise.

### Retour en Israël
Le 6 juin 2014, il s'engage en faveur du Maccabi Haïfa pour une durée de deux ans. Ce retour au pays se conjugue de l'envie de qualifier Israël pour l'Euro 2016 et enfin participer à une compétition internationale de premier plan. Le 13 juin 2016, il signe un contrat d'un an au Maccabi Tel-Aviv.
Le 19 juin 2017, il rejoint le Beitar Jérusalem. Le 30 janvier 2018, il signe un contrat d'un an et demi au Maccabi Petah-Tikva. Benayoun retourne au Beitar Jérusalem en janvier 2019.
Le 11 avril 2019, Benayoun annonce qu'il met un terme à sa carrière professionnelle et qu'il devient directeur sportif du Beitar Jérusalem.

## Palmarès

### En club
- Maccabi Haïfa
  - Champion d'Israël en 2001 et 2002
  - Vice-Champion d'Israël en 2000
  - Finaliste de la Coupe d'Israël en 2002
  - Vainqueur de la Coupe d'Israël en 2016

- West Ham
  - Finaliste de la Coupe d'Angleterre en 2006

- Liverpool FC
  - Vice-champion d'Angleterre en 2009

- Chelsea
  - Vice-champion d'Angleterre en 2011
  - Vainqueur de la Ligue Europa en 2013
- Maccabi Tel-Aviv
  - Vice-Champion d'Israël en 2017
  - Finaliste de la Coupe d'Israël en 2017

### Distinctions personnelles
- Élu meilleur joueur du Championnat d'Israël en 2001

## Statistiques

### Carrière
| Saison                | Club                   | Championnat           | Championnat | Championnat | Coupe nationale | Coupe nationale | Coupe de la Ligue | Coupe de la Ligue | Supercoupe | Supercoupe | Compétition(s) continentale(s) | Compétition(s) continentale(s) | Compétition(s) continentale(s) | Israël | Israël | Total | Total |
| Saison                | Club                   | Division              | M.          | B.          | M.              | B.              | M.                | B.                | M.         | B.         | Comp.                          | M.                             | B.                             | M.     | B.     | M.    | B.    |
| 1997-1998             | Hapoël Beer-Sheva      | Ligat HaAl            | 25          | 15          | 2               | 2               | -                 | -                 | -          | -          | C2                             | 4                              | 2                              | -      | -      | 31    | 19    |
| Sous-total            | Sous-total             | Sous-total            | 25          | 15          | 2               | 2               | -                 | -                 | -          | -          | -                              | 4                              | 2                              | -      | -      | 31    | 19    |
| 1998-1999             | Maccabi Haïfa          | Ligat HaAl            | 29          | 16          | 3               | 2               | 3                 | 2                 | -          | -          | C2                             | 6                              | 2                              | 2      | 0      | 43    | 22    |
| 1999-2000             | Maccabi Haïfa          | Ligat HaAl            | 38          | 19          | 4               | 3               | 5                 | 2                 | -          | -          | CI                             | 1                              | 0                              | 5      | 4      | 53    | 28    |
| 2000-2001             | Maccabi Haïfa          | Ligat HaAl            | 37          | 13          | 3               | 2               | 2                 | 0                 | -          | -          | C3                             | 4                              | 0                              | 11     | 1      | 57    | 16    |
| 2001-2002             | Maccabi Haïfa          | Ligat HaAl            | 26          | 7           | 4               | 1               | 2                 | 1                 | -          | -          | C1                             | 1                              | 0                              | 3      | 0      | 36    | 9     |
| Sous-total            | Sous-total             | Sous-total            | 130         | 55          | 14              | 8               | 12                | 5                 | -          | -          | -                              | 12                             | 2                              | 21     | 5      | 189   | 75    |
| 2002-2003             | Racing Santander       | Liga                  | 31          | 5           | -               | -               | -                 | -                 | -          | -          | -                              | -                              | -                              | 8      | 1      | 39    | 6     |
| 2003-2004             | Racing Santander       | Liga                  | 35          | 7           | 2               | 0               | -                 | -                 | -          | -          | CI                             | 1                              | 0                              | 7      | 0      | 45    | 7     |
| 2004-2005             | Racing Santander       | Liga                  | 35          | 9           | -               | -               | -                 | -                 | -          | -          | -                              | -                              | -                              | 9      | 4      | 44    | 13    |
| Sous-total            | Sous-total             | Sous-total            | 101         | 21          | 2               | 0               | -                 | -                 | -          | -          | -                              | 1                              | 0                              | 24     | 5      | 128   | 26    |
| 2005-2006             | West Ham United        | Premier League        | 34          | 5           | 6               | 0               | -                 | -                 | -          | -          | -                              | -                              | -                              | 4      | 1      | 44    | 6     |
| 2006-2007             | West Ham United        | Premier League        | 29          | 3           | 1               | 0               | -                 | -                 | -          | -          | C3                             | 2                              | 0                              | 9      | 3      | 41    | 6     |
| Sous-total            | Sous-total             | Sous-total            | 63          | 8           | 7               | 0               | 0                 | 0                 | -          | -          | -                              | 2                              | 0                              | 13     | 4      | 85    | 12    |
| 2007-2008             | Liverpool FC           | Premier League        | 30          | 4           | 3               | 3               | 3                 | 1                 | -          | -          | C1                             | 11                             | 3                              | 5      | 1      | 52    | 12    |
| 2008-2009             | Liverpool FC           | Premier League        | 32          | 8           | 1               | 0               | -                 | -                 | -          | -          | C1                             | 9                              | 1                              | 9      | 4      | 51    | 13    |
| 2009-2010             | Liverpool FC           | Premier League        | 30          | 6           | 2               | 0               | 1                 | 0                 | -          | -          | C1+C3                          | 6+6                            | 2+1                            | 6      | 1      | 51    | 10    |
| Sous-total            | Sous-total             | Sous-total            | 92          | 18          | 6               | 3               | 4                 | 1                 | 0          | 0          | -                              | 32                             | 7                              | 20     | 6      | 154   | 35    |
| 2010-2011             | Chelsea FC             | Premier League        | 7           | 1           | -               | -               | 1                 | 0                 | 1          | 0          | C1                             | 1                              | 0                              | 4      | 4      | 14    | 5     |
| 2011-2012             | Chelsea FC             | Premier League        | 1           | 0           | -               | -               | -                 | -                 | -          | -          | -                              | -                              | -                              | 3      | 0      | 4     | 0     |
| 2012-2013             | Chelsea FC             | Premier League        | 6           | 0           | 2               | 0               | -                 | -                 | -          | -          | C3                             | 5                              | 0                              | 2      | 0      | 15    | 0     |
| Sous-total            | Sous-total             | Sous-total            | 14          | 1           | 2               | 0               | 1                 | 0                 | 1          | 0          | -                              | 6                              | 0                              | 9      | 4      | 33    | 5     |
| 2011-2012             | Arsenal FC (prêt)      | Premier League        | 19          | 4           | -               | -               | 3                 | 1                 | -          | -          | C1                             | 3                              | 1                              | 3      | 0      | 28    | 6     |
| Sous-total            | Sous-total             | Sous-total            | 19          | 4           | -               | -               | 3                 | 1                 | -          | -          | -                              | 3                              | 1                              | 3      | 0      | 28    | 6     |
| 2012-2013             | West Ham United (prêt) | Premier League        | 6           | 0           | -               | -               | -                 | -                 | -          | -          | -                              | -                              | -                              | 3      | 0      | 9     | 0     |
| Sous-total            | Sous-total             | Sous-total            | 6           | 0           | -               | -               | -                 | -                 | -          | -          | -                              | -                              | -                              | 3      | 0      | 9     | 0     |
| 2013-2014             | Queens Park Rangers    | Championship          | 16          | 3           | 1               | 0               | -                 | -                 | -          | -          | -                              | -                              | -                              | 3      | 0      | 20    | 3     |
| Sous-total            | Sous-total             | Sous-total            | 16          | 3           | 1               | 0               | -                 | -                 | -          | -          | -                              | -                              | -                              | 3      | 0      | 20    | 3     |
| 2014-2015             | Maccabi Haïfa          | Ligat HaAl            | 26          | 5           | 1               | 0               | 4                 | 0                 | -          | -          | -                              | -                              | -                              | -      | -      | 31    | 5     |
| 2015-2016             | Maccabi Haïfa          | Ligat HaAl            | 29          | 6           | 5               | 2               | 5                 | 1                 | -          | -          | -                              | -                              | -                              | 1      | 0      | 40    | 9     |
| Sous-total            | Sous-total             | Sous-total            | 55          | 11          | 6               | 2               | 9                 | 1                 | -          | -          | -                              | -                              | -                              | 1      | 0      | 71    | 14    |
| 2016-2017             | Maccabi Tel-Aviv       | Ligat HaAl            | 26          | 1           | 5               | 1               | 4                 | 1                 | -          | -          | C3                             | 11                             | 2                              | 2      | 0      | 48    | 5     |
| Sous-total            | Sous-total             | Sous-total            | 26          | 1           | 5               | 1               | 4                 | 1                 | -          | -          | -                              | 11                             | 2                              | 2      | 0      | 48    | 5     |
| 2017-2018             | Beitar Jérusalem       | Ligat HaAl            | 14          | 3           | -               | -               | 3                 | 1                 | -          | -          | C3                             | 4                              | 1                              | 3      | 0      | 24    | 5     |
| Sous-total            | Sous-total             | Sous-total            | 14          | 3           | -               | -               | 3                 | 1                 | -          | -          | -                              | 4                              | 1                              | 3      | 0      | 24    | 5     |
| 2017-2018             | Maccabi Petah-Tikva    | Ligat HaAl            | 10          | 4           | -               | -               | -                 | -                 | -          | -          | -                              | -                              | -                              | -      | -      | 10    | 4     |
| 2018-2019             | Maccabi Petah-Tikva    | Ligat HaAl            | 12          | 3           | -               | -               | -                 | -                 | -          | -          | -                              | -                              | -                              | -      | -      | 12    | 3     |
| Sous-total            | Sous-total             | Sous-total            | 22          | 7           | -               | -               | -                 | -                 | -          | -          | -                              | -                              | -                              | -      | -      | 22    | 7     |
| 2018-2019             | Beitar Jérusalem       | Ligat HaAl            | 15          | 0           | -               | -               | -                 | -                 | -          | -          | -                              | -                              | -                              | -      | -      | 15    | 0     |
| Sous-total            | Sous-total             | Sous-total            | 15          | 0           | -               | -               | -                 | -                 | -          | -          | -                              | -                              | -                              | -      | -      | 15    | 0     |
| Total sur la carrière | Total sur la carrière  | Total sur la carrière | 598         | 147         | 45              | 16              | 36                | 10                | 1          | 0          | -                              | 75                             | 15                             | 102    | 24     | 857   | 212   |

### Buts en sélection
Le tableau suivant liste tous les buts inscrits par Yossi Benayoun avec l'équipe d'Israël.